# Spider-Man (serie de televisión de 1967)
Spider-Man es una serie de televisión animada que se produjo desde el 9 de septiembre de 1967 hasta el 14 de junio de 1970, a pesar de que la popularidad en los países hispanohablantes comenzó en 1970, se lo conoce popularmente como Spiderman de los 60. Esta fue la primera adaptación animada del cómic Spider-Man, creado por Steve Ditko. Se emitió por primera vez en la ABC en los Estados Unidos. Grantray-Lawrence Animation produjo la primera temporada, mientras que la segunda y tercera temporadas fueron producidas por Ralph Bakshi, de Krantz Films, Inc.

## Sinopsis
La serie se desenvuelve alrededor del joven Peter Parker, quien, después de ser mordido por una araña radioactiva, desarrolla una impresionante potencia y poderes arácnidos. El decide combatir al crimen vestido como un superhéroe, a su vez lidiando con sus problemas personales, siendo él un adolescente. 
Su tío muere a manos de un delincuente que él mismo pudo detener, sin embargo esto no lo supo hasta que se hizo con él persiguiéndolo por la muerte de su tío. A partir de esto, Spider-Man se dedica a combatir el asalto.

## Episodios
| Temporada | Temporada | Episodios | Episodios | Emisión original         | Emisión original    |
| Temporada | Temporada | Episodios | Episodios | Primera emisión          | Última emisión      |
| --------- | --------- | --------- | --------- | ------------------------ | ------------------- |
|           | 1         | 20        | 20        | 9 de septiembre de 1967  | 20 de enero de 1968 |
|           | 2         | 19        | 19        | 14 de septiembre de 1968 | 18 de enero de 1969 |
|           | 3         | 13        | 13        | 22 de marzo de 1970      | 14 de junio de 1970 |

## Impacto Cultural
Esta fue la primera serie animada de Spider-man, siendo estrenada apenas 5 años después de su debut en Amazing Fantasy #15, a pesar de su baja calidad atrajo público de todas las edades (principalmente niños).[cita requerida]

## Producción
La primera temporada en 1967, bajo Grantray-Lawrence Animation, contó con una mejor calidad de animación que las dos restantes (bajo Krantz Films, Inc.), siendo muy superior a la observada en la serie The Marvel Superheroes de 1966, que asemejaban cómics con simples movimientos de boca. 
Un aspecto notable a lo largo de la serie era el recurso reiterado de utilizar las mismas animaciones guardadas (o "stock animation" en inglés) a medida que lo requería el argumento. De igual forma, los movimientos y sus personajes resultaban más rígidos y planos de lo que se podía lograr en esa época. 
En la tercera y última temporada, con un presupuesto aún menor, se hizo más evidente el reciclaje de las mismas escenas, y los movimientos se hicieron aún menos elaborados.
Además, durante la segunda y tercera temporadas los episodios adoptaron un tono más oscuro, con diversos ajustes de color opaco, y se incluyeron imágenes psicodélicas y música ambiental. 
Cuando la reducción del presupuesto logró su efecto negativo, el productor Ralph Bakshi intentó profundizar en la vida cotidiana del protagonista Peter Parker, con lo que la acción del superhéroe se redujo considerablemente.

## Meme
Hoy en día la serie es famosa por el meme de internet 60's Spiderman, donde se toman escenas de la serie y se les pone títulos graciosos, normalmente resaltando un monólogo interno; su creación se vio favorecida por el defecto de muchas de ellas de haber sido dibujadas de tal forma que el personaje aparecía en posturas corporales que, en conjunto con su interacción con los objetos de la escena en cuestión, otorgaban un tinte cómico al cuadro general resultante.

## Spider-Man: Un Nuevo Universo
La serie otra vez se vuelve a dar en Spider-Man: Un Nuevo Universo de 2018 del cual un Spider-Man de otra dimensión se introduce en el 67, en una misma escena donde se mete en una discusión con Spider-Man de ese universo, una escena que refleja el episodio de "Doble Identidad".

## Elenco
- Paul Soles, como Spider-Man, Peter Parker, y el hombre buitre.
- Peg Dixon, como Betty Brant,/ Miss Trubble.
- Bernard Cowan, como narrador, Dr. Matto Magneto y Plutonian Leader.
- Paul Kligman , como J. Jonah Jameson.
- Tom Harvey , como Scorpion y Dr. Bananas
- Vernon Chapman, como Doctor Octopus.

- Datos: Q2333456